# Schafberg (Schwäbische Alb)
Der Schafberg ist ein 1000,1 m ü. NHN hoher Berg am westlichen Rande der Schwäbischen Alb bei Balingen in Baden-Württemberg. Er ist der niedrigste und der am nördlichsten gelegene der zwölf Tausender des gesamten Mittelgebirges. Er zählt wie der benachbarte Plettenberg nicht zur Region der 10 Tausender, sondern gehört zu den Balinger Bergen der Zollernalb.

## Geographie und Vegetation

### Lage
Der Schafberg bildet den mittleren Hauptgipfel der Balinger Berge und liegt im nördlichsten Teil des Naturparks Obere Donau. Die beiden anderen, benachbarten Berge sind der Plettenberg (1001,7 m) und der Lochenstein (963,6 m), mit ihnen ist er über schmale Bergsattel verbunden. Er ist von den Dörfern Roßwangen, Weilstetten (beides Stadtteile von Balingen), Tieringen (Stadtteil von Meßstetten) und Hausen am Tann umgeben. 
Wie der Plettenberg ist auch der Schafberg ein Bergmassiv mit mehreren Nebengipfeln, darunter Hoher Fels (996,5 m), Gespaltener Fels (1000,1 m) und Wenzelstein (954,4 m), auf dem sich eine Burgruine befindet.

### Vegetation
Das Hochplateau ist hauptsächlich mit Fichten, Bergkiefern, Bergahorn und Kalkbuchen bewaldet, es finden sich auch waldfreie Bereiche mit den typischen Kalkmagerbergwiesen und Wacholderheiden. Letztere entstanden durch die Schäferei, die seit Jahrhunderten eine wichtige Rolle auf dem Schafberg spielt und der er vermutlich auch seinen Namen verdankt. Zu fast allen Seiten fällt das Hochplateau steil und felsig ab. Im Felsgebiet hat sich eine ursprüngliche Naturlandschaft erhalten. Selten gewordene Pflanzen wie zum Beispiel Niedriges Habichtskraut, Felsen-Hungerblümchen, Graues Sonnenröschen oder Mauerraute finden hier ihren optimalen Lebensraum.

## Aufstieg und Aussichtspunkte
Die Aussichtspunkte direkt am Steilhang des Albtraufs sind nicht durch Zäune oder Seile gesichert, es besteht Absturzgefahr. Von den Aussichtspunkten Hoher Fels (996,5 m) und Gespaltener Fels (1000,1 m) hat man eine sehr gute Aussicht bis zum Schwarzwald. Man überblickt das dichter besiedelte Albvorland, die umliegenden Balinger Berge sowie auch das hochgelegene Hinterland um Hausen am Tann und Tieringen. Wanderwege, auch der Schwäbische-Alb-Nordrand-Weg, Main-Neckar-Rhein-Weg und der Premiumwanderweg Kloster-Felsenweg, verbinden die Balinger Berge, sie führen ebenfalls über den Schafberg und seine Aussichtspunkte.

## Bildergalerie

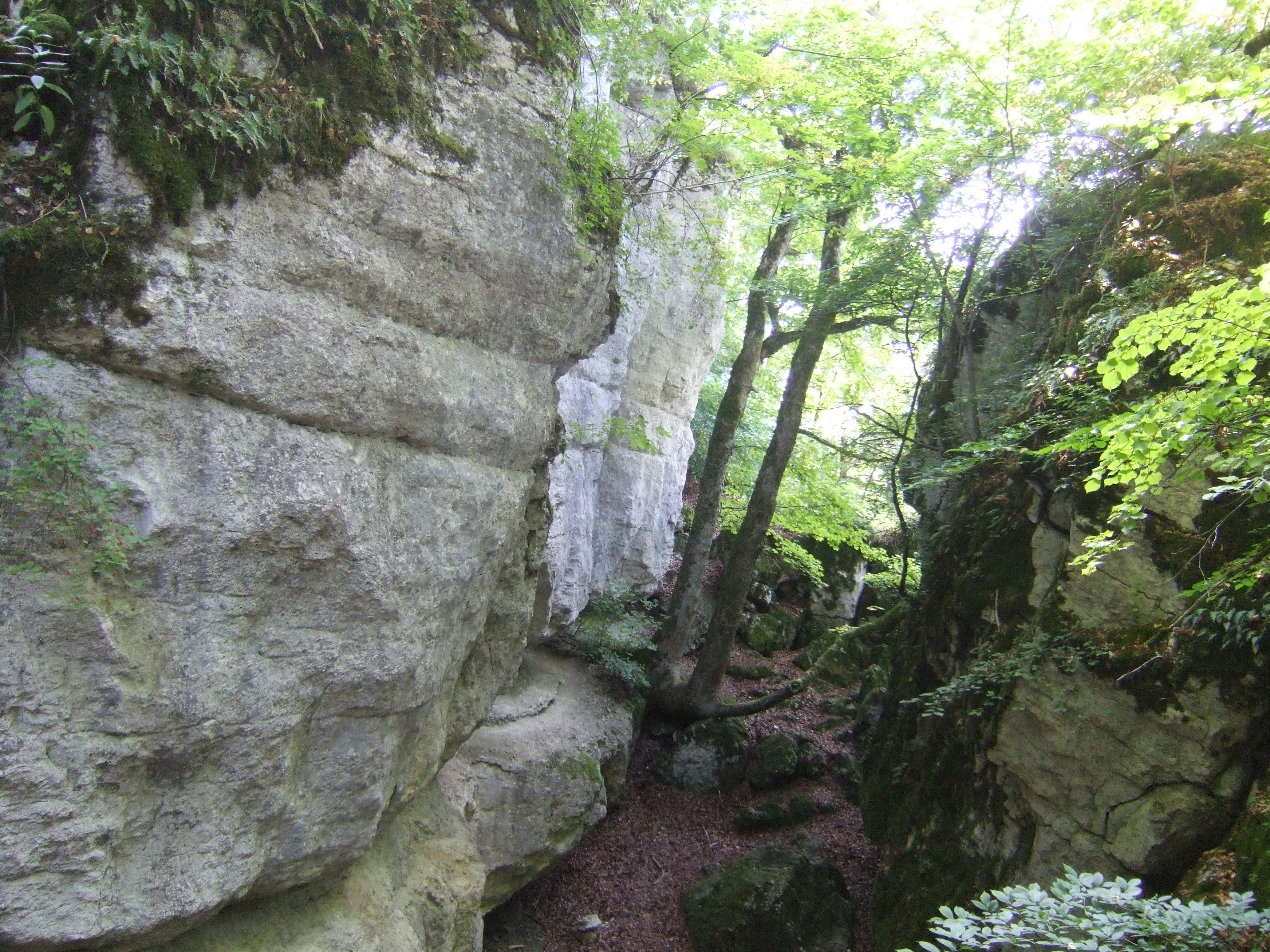
Gespaltener Fels, ein großer Felsspalt am Schafberg
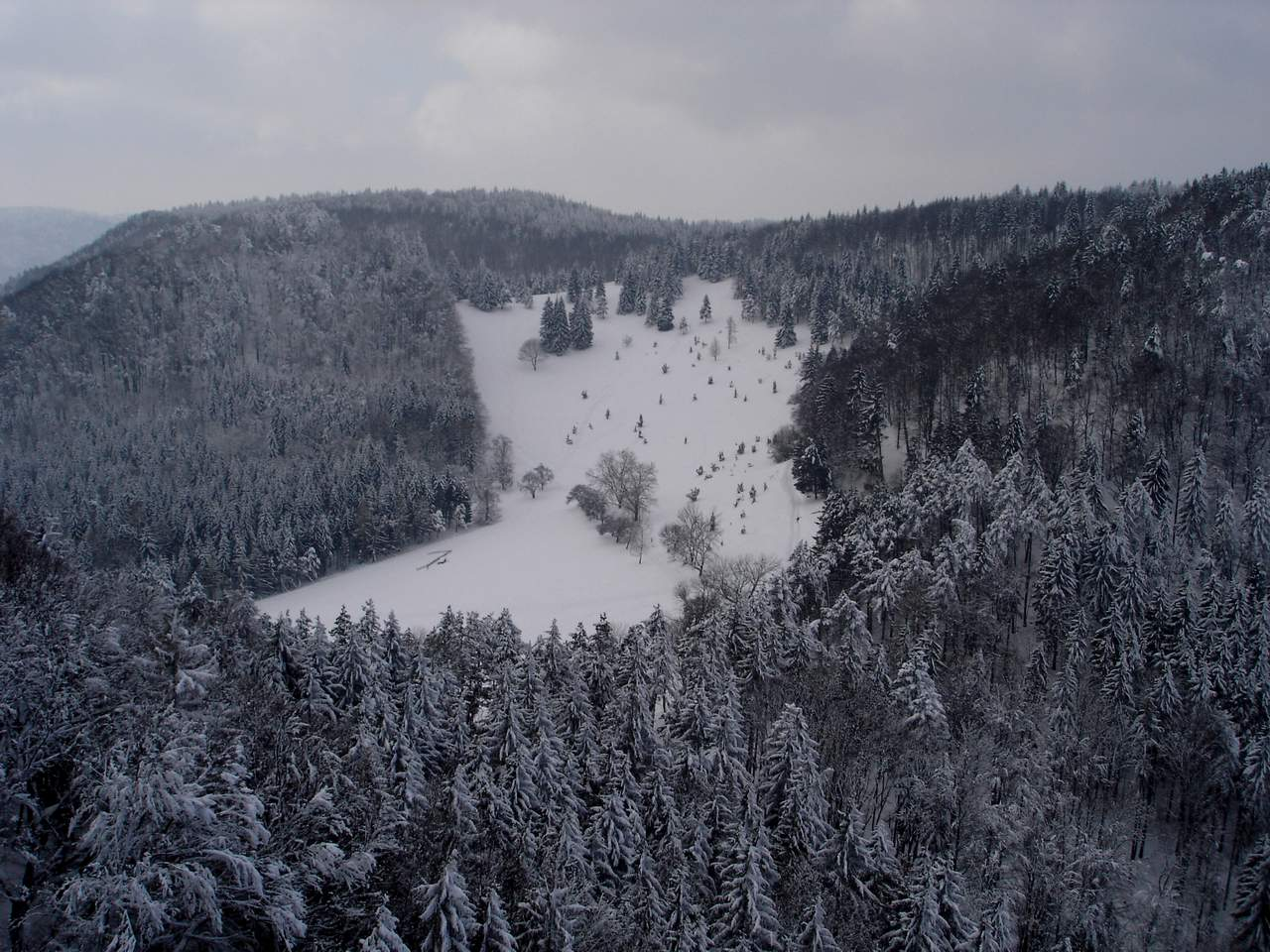
Südlicher Teil des Schafbergs vom Lochenstein aus gesehen
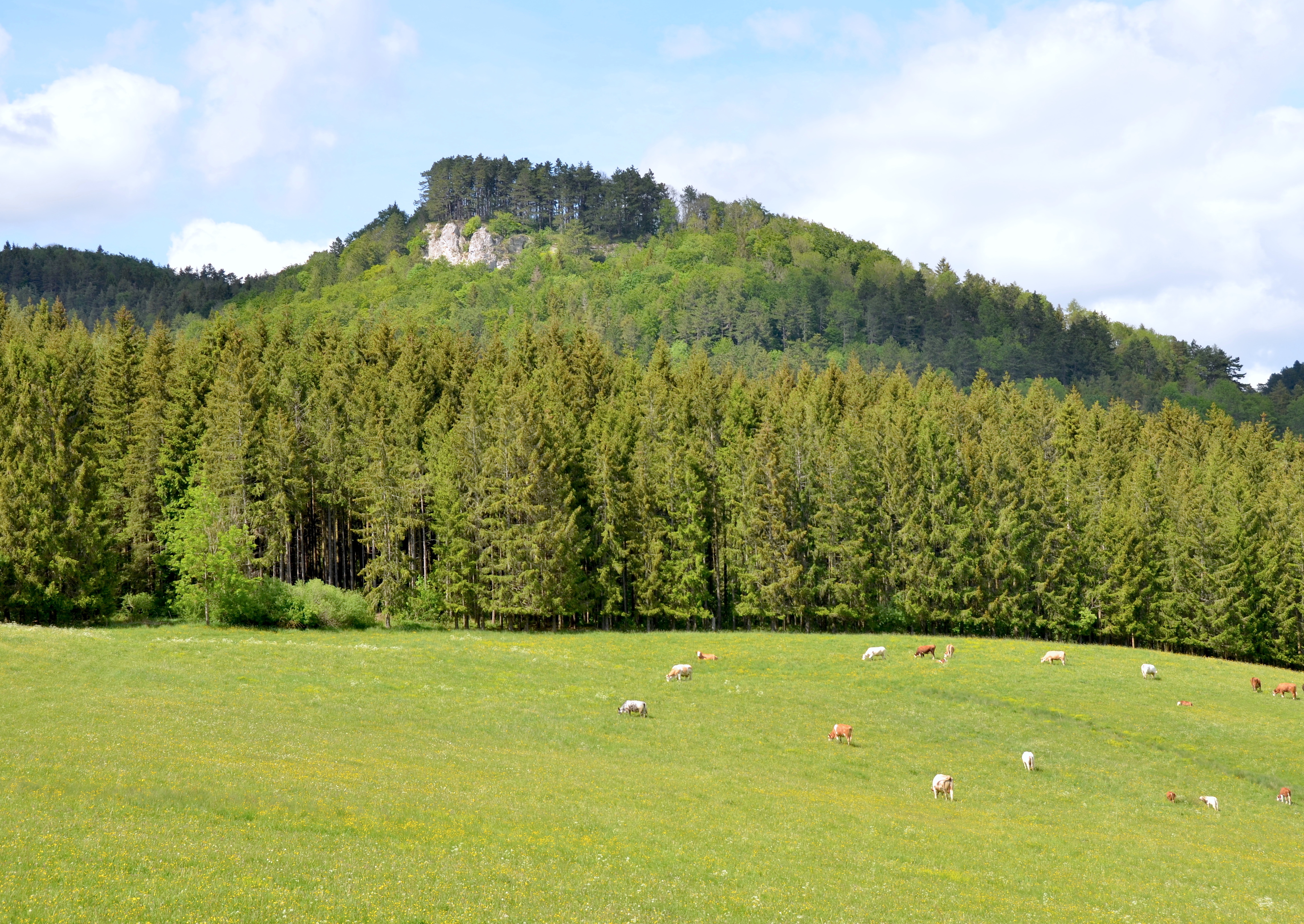
Der Wenzelstein, ein Nebengipfel des Schafbergmassivs
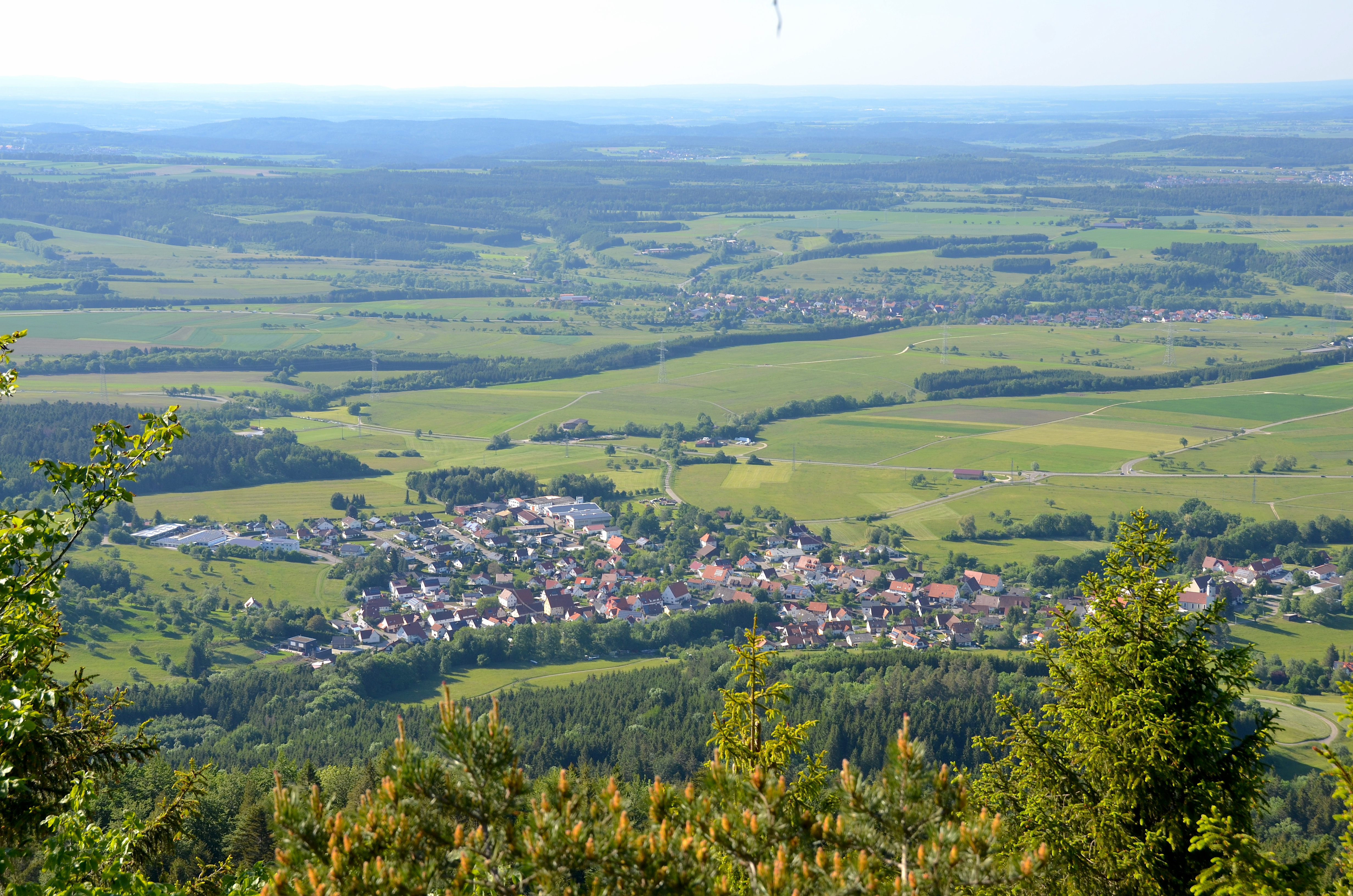
Aussicht vom Gespaltenen Fels (1000 m ü. NN) nach Westen auf Roßwangen
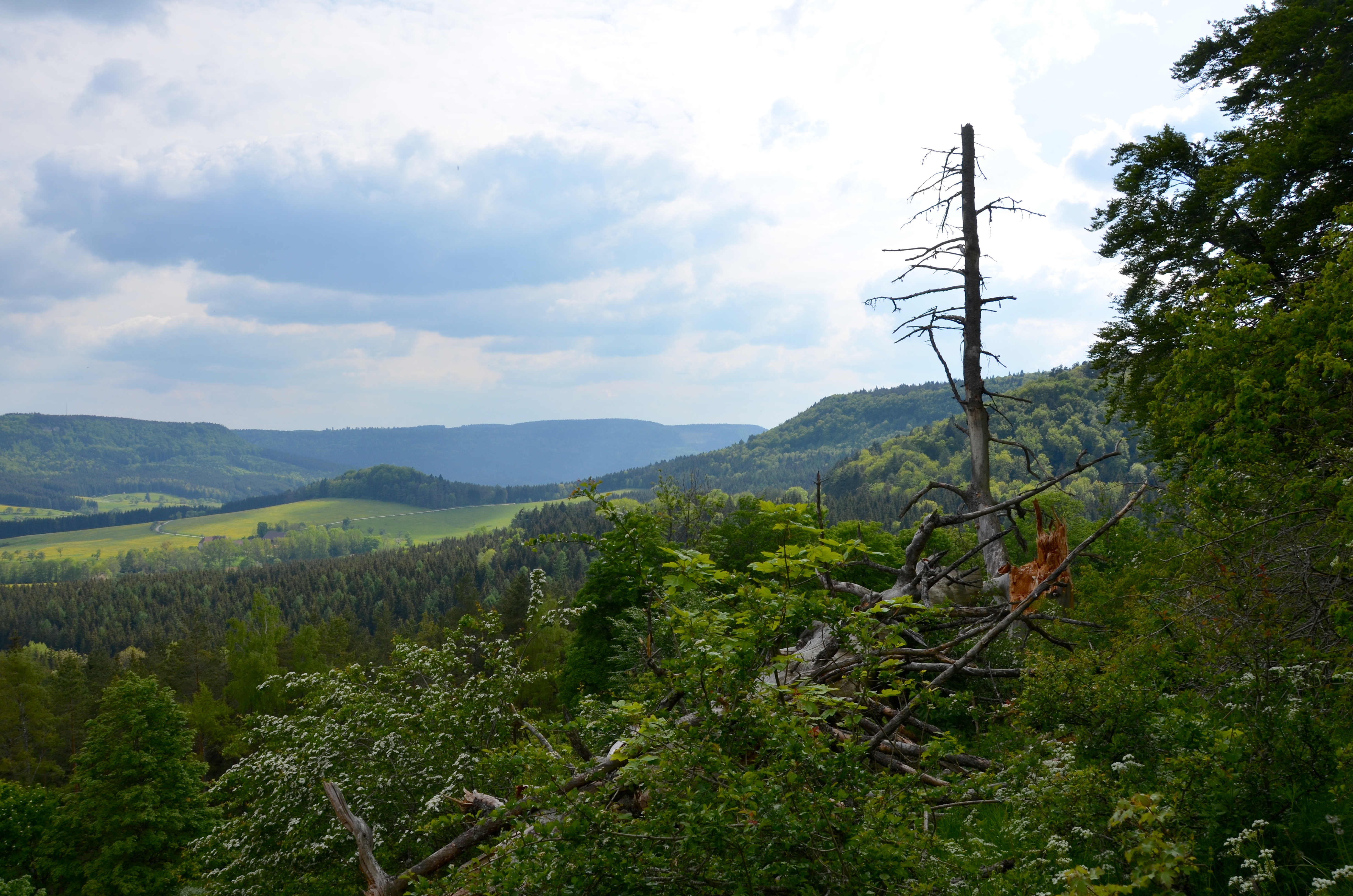
Ausblick vom Hohen Fels (997 m ü. NN) nach Osten auf das Hinterland im Oberen Schlichemtal
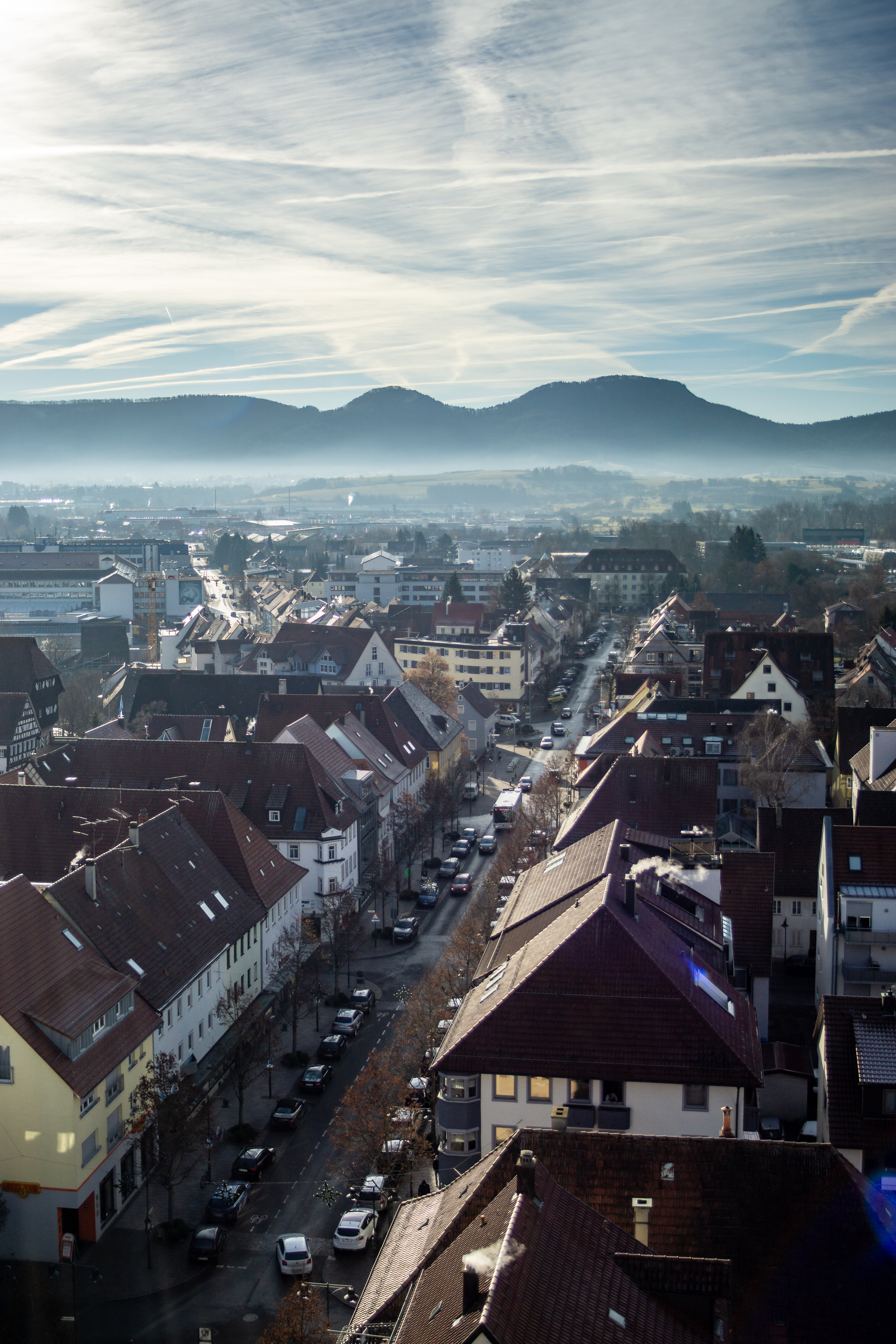
Blick vom Turm der Balinger Stadtkirche auf Schafberg (rechts) und Lochenstein (links)